# Château de Belver
Le château de Marvão est un forteresse médiévale situé dans la freguesia de Belver (pt), sur le territoire de la municipalité de Gavião (district de Portalegre, Portugal),.
Considéré comme l'un des exemples les plus complets de l'architecture militaire médiévale portugaise, il se dresse seul au sommet d'une colline de granite, à l'ouest de la ville, en position dominante sur la confluence de la rivière Belver avec la rive droite du Tage, gardant ce qu'on appelait alors la Ligne du Tage (pt).
Il est classé Monument national depuis 1910.

## Historique

### Le château médiéval
À l'époque de la Reconquête chrétienne de la péninsule Ibérique, une vague d'assauts des forces du califat almohade, sous le commandement du calife Abu Yusuf Yaqub al-Mansur, détermina le retrait des frontières chrétiennes jusqu'à la ligne du Tage (1190-1191). Dans ce contexte, en 1194, Sanche Ier (1185-1211) fit don de la région entre le Zêzere et le Tage, appelée Guidintesta, Guidi in testa, au prieur de l'Ordre des Hospitaliers, Dom Afonso Pais, pour la construction d'un château à cet endroit, nommé Belver par le monarque. En 1210, lorsque Sanche Ier dicta son testament, les Hospitaliers, déjà installés là, reçurent une partie importante de son héritage, et on pense, selon des sources contemporaines, que le château fut achevé entre cette année et 1212.
Sous le règne de Sanche II (1223-1248), le trésor royal était conservé ici. Entre 1336 et 1341, la ville de Belver et son château constituaient l'une des plus importantes commanderies hospitalières, bien que son siège et sa salle capitulaire soient restés à Leça do Balio.

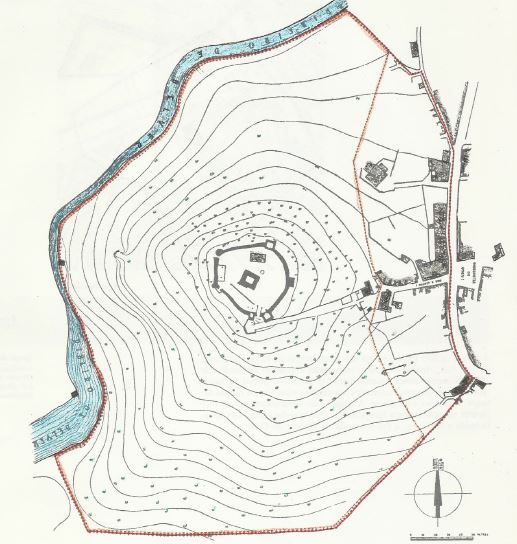
Plan du château de Belver, avec la zone de protection marquée en rouge. Source : DGMN.

Après la crise portugaise de 1383-1385, sous le règne de Jean Ier (1385-1433), les guerres avec la Castille renouvelèrent l'importance stratégique de la position voisine de Belver. C'est pourquoi, vers 1390, le connétable Nuno Álvares Pereira ordonna la reconstruction de ses défenses d'origine, dont seule la partie inférieure du donjon subsiste aujourd'hui.
Au XVIe siècle, il fut habité par la princesse Joana. La tradition populaire raconte également que, dans sa jeunesse, le poète Luís de Camões y fut emprisonné (1553).
Au début de la dynastie philippine (pt) (1580), le château et son implantation restèrent fidèles à Antoine de Portugal, prieur de Crato. La construction de la chapelle dédiée à Saint Blaise date de cette époque, fin du XVIe siècle. Lors de la restauration de l'indépendance portugaise, il est prouvé que l'architecte Joannes Cieremans renforça les défenses de l'ancien château.

### Du tremblement de terre de 1755 à nos jours

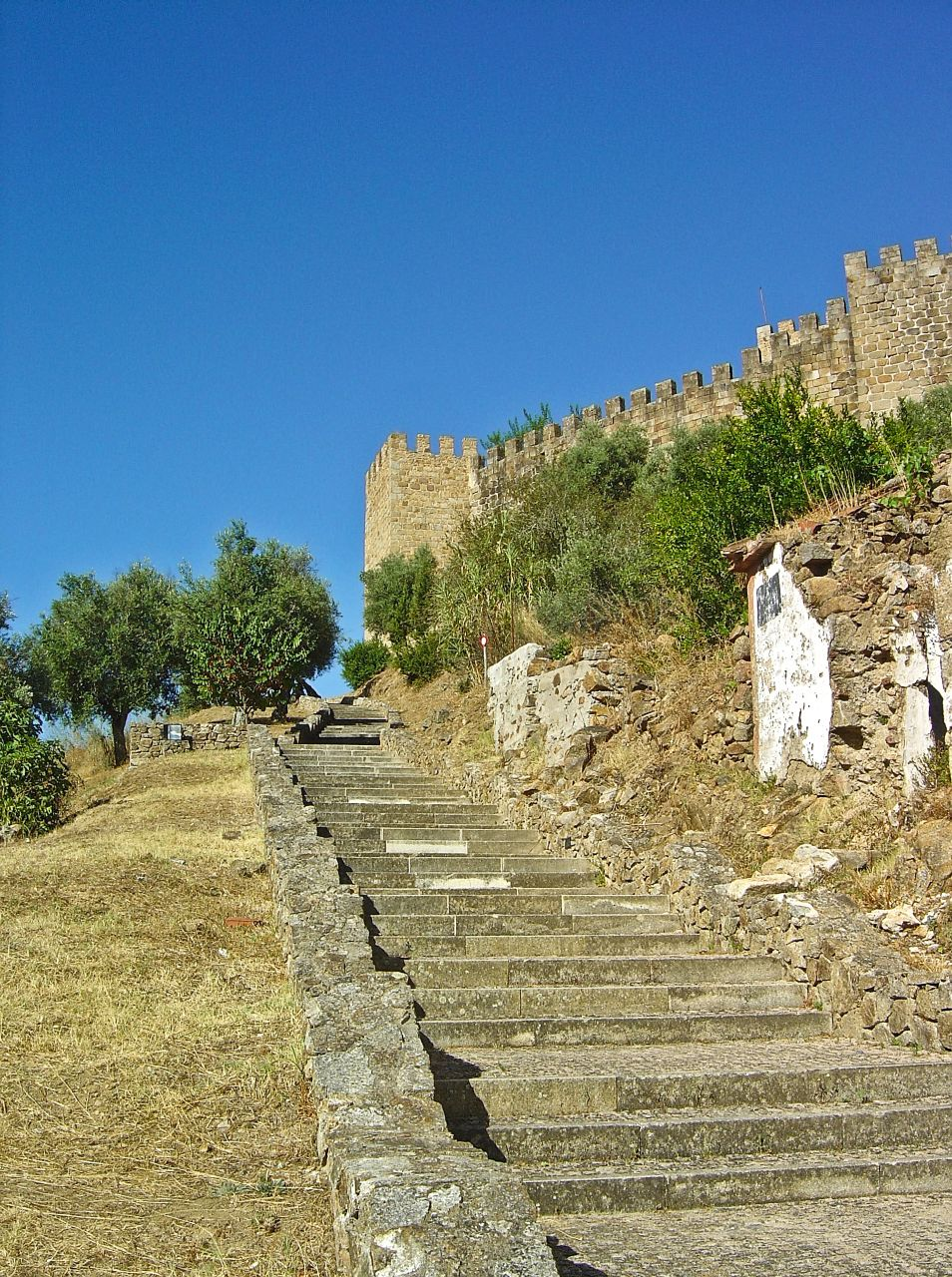
Escalier d'accès au château.

Le tremblement de terre de 1755 provoqua de graves dommages structurels, aggravés par l'état d'abandon dans lequel il tomba au cours du XIXe siècle, lorsqu'il commença à être utilisé comme cimetière pour la ville de Belver (1846).
Au XXe siècle, le tremblement de terre de 1909 causa de nouveaux dommages à la fortification, attirant l'attention des autorités, qui l'élevèrent au rang de Monument National en juin 1910. Dans les années 1940, des travaux de reconstruction complète furent menés par la Direction Générale des Bâtiments et Monuments Nationaux (DGEMN) (1939-1946). Par la suite, des travaux de conservation furent effectués sur les murs, les toits et la chapelle (1976), l'installation électrique (1986) et le donjon ( 987-1988). En 2005, des travaux de conservation et de restauration furent entrepris par l'Institut Portugais du Patrimoine Architectural (IPPAR), dans le cadre du Programme de Restauration du Château.

## Caractéristiques

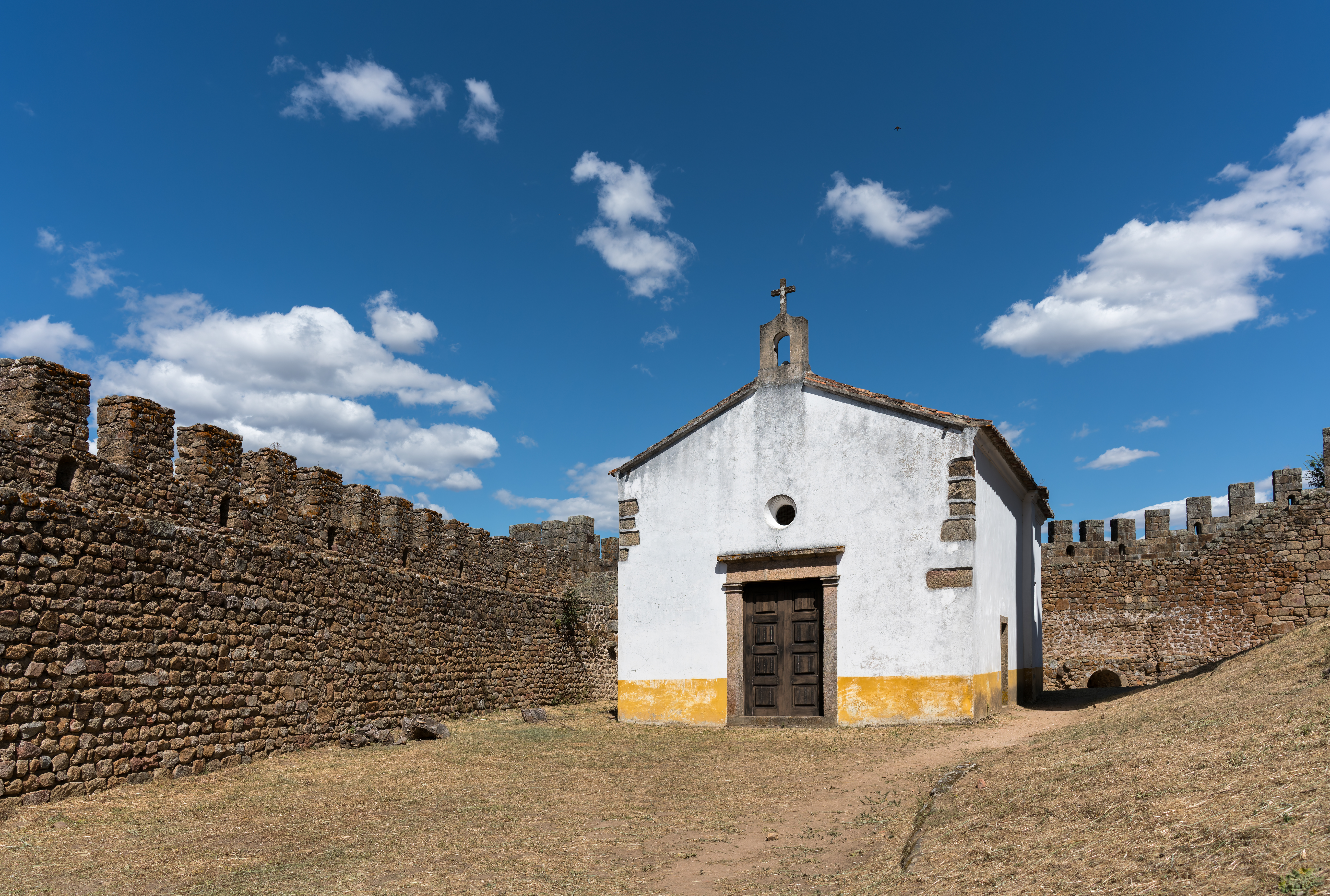
Chapelle Saint Blaise.

La structure a une forme approximativement ovale, avec la tour du donjon au centre et une chapelle de style Renaissance.
Le donjon présente un plan quadrangulaire avec des pierres angulaires en pierre de taille et des murs épais (environ 4 mètres d'épaisseur au premier étage). On y accède par une triple porte en arc en plein cintre côté sud, précédée d'un escalier en maçonnerie de granite rapportée. À cet étage, on peut visiter la citerne creusée dans la roche. Elle est également dotée d'une fenêtre à cadre rectangulaire et d'un escalier menant à la salle du deuxième étage. Cette salle comporte une fenêtre semblable à celle de l'étage inférieur, une porte en plein cintre ouvrant sur les vestiges d'un ancien balcon, et une autre porte, également en plein cintre, menant à l'escalier menant à la terrasse sur le toit. Cette dernière est dotée d'étroits créneaux et d'un chemin de ronde qui entoure le toit en tuiles de la tour. Les étages supérieurs ont été utilisés pour des événements culturels.

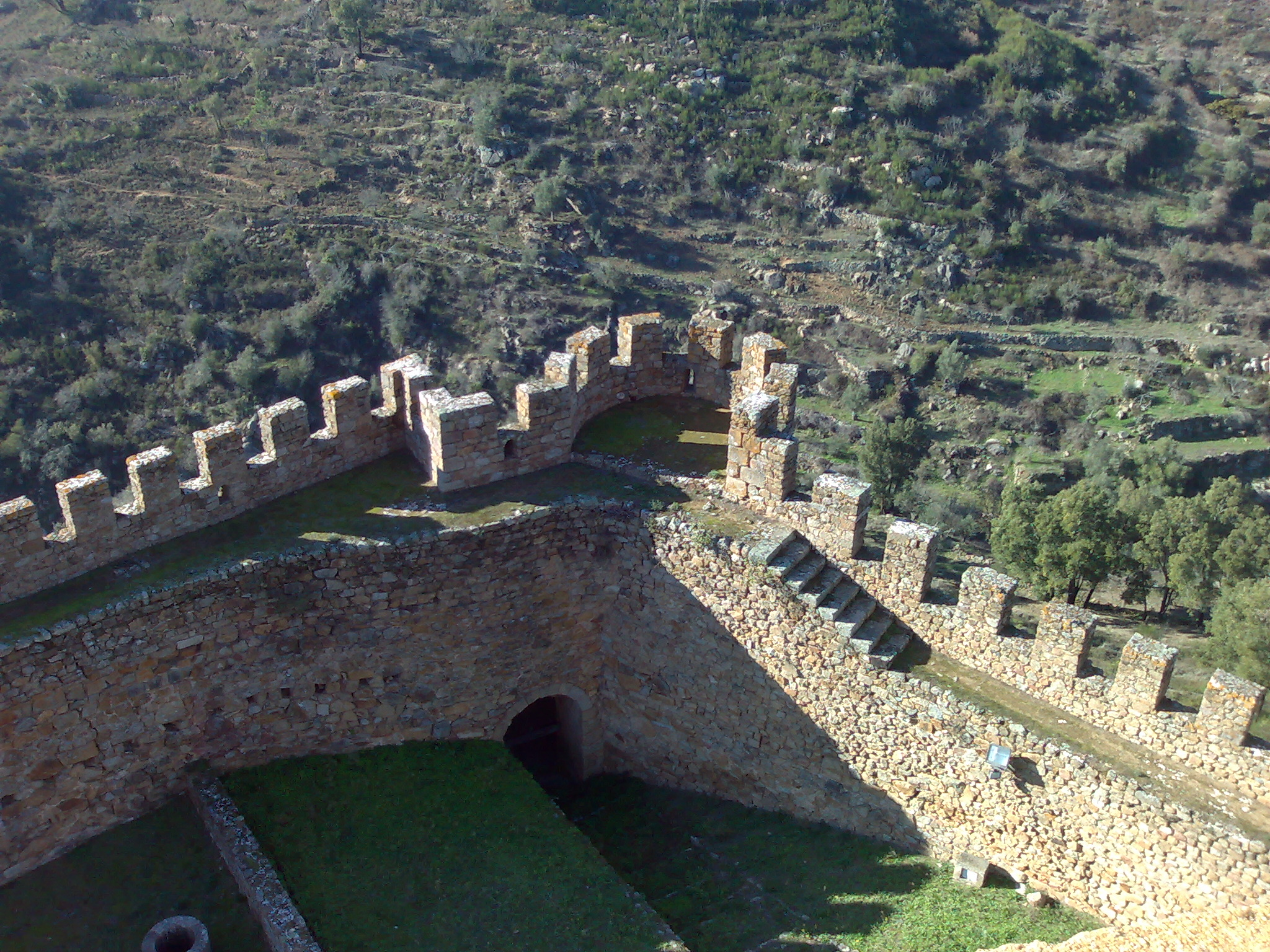
Le chemin de ronde.

Le mur est orné d'un créneau sur tout son périmètre, de créneaux sur certaines sections et de meurtrières, renforcé par des tourelles et deux tourelles rectangulaires dont les rigoles s'ouvrent sur le créneau. Au sud, la porte principale s'ouvre sur un arc en plein cintre datant du XVe siècle, flanqué de deux tourelles inégales. À l'ouest, se trouve une citerne à deux orifices ronds, et au nord se dresse la chapelle Saint-Blaise. À l'intérieur de cette chapelle, on remarque le maître-autel sculpté et les nombreux bustes reliquaires de reliques palestiniennes qui étaient autrefois exposés au-dessus de l'autel, un don du Grand Prieur de Crato au prince Louis, fils du roi Manuel Ier.

## Galerie

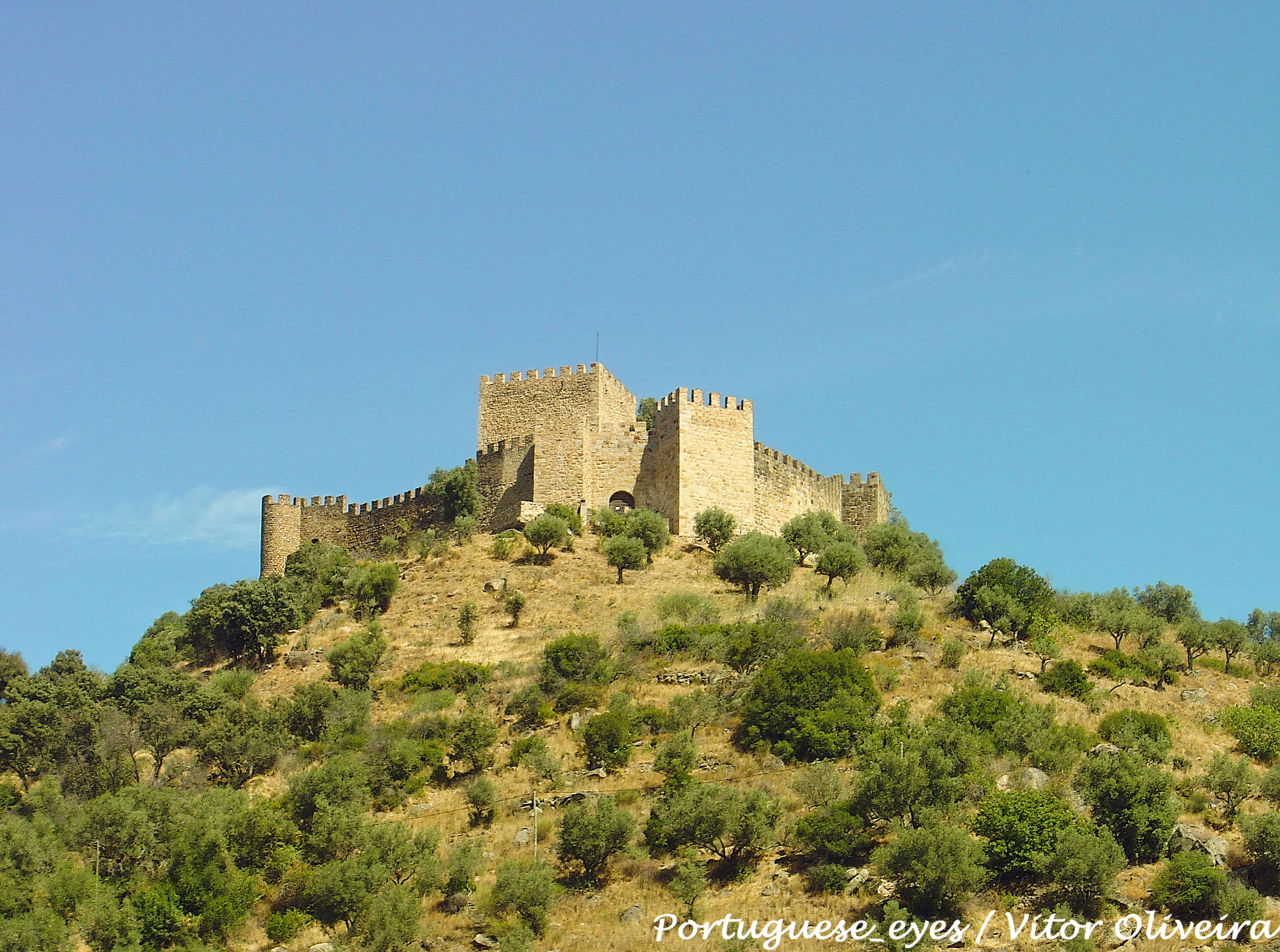
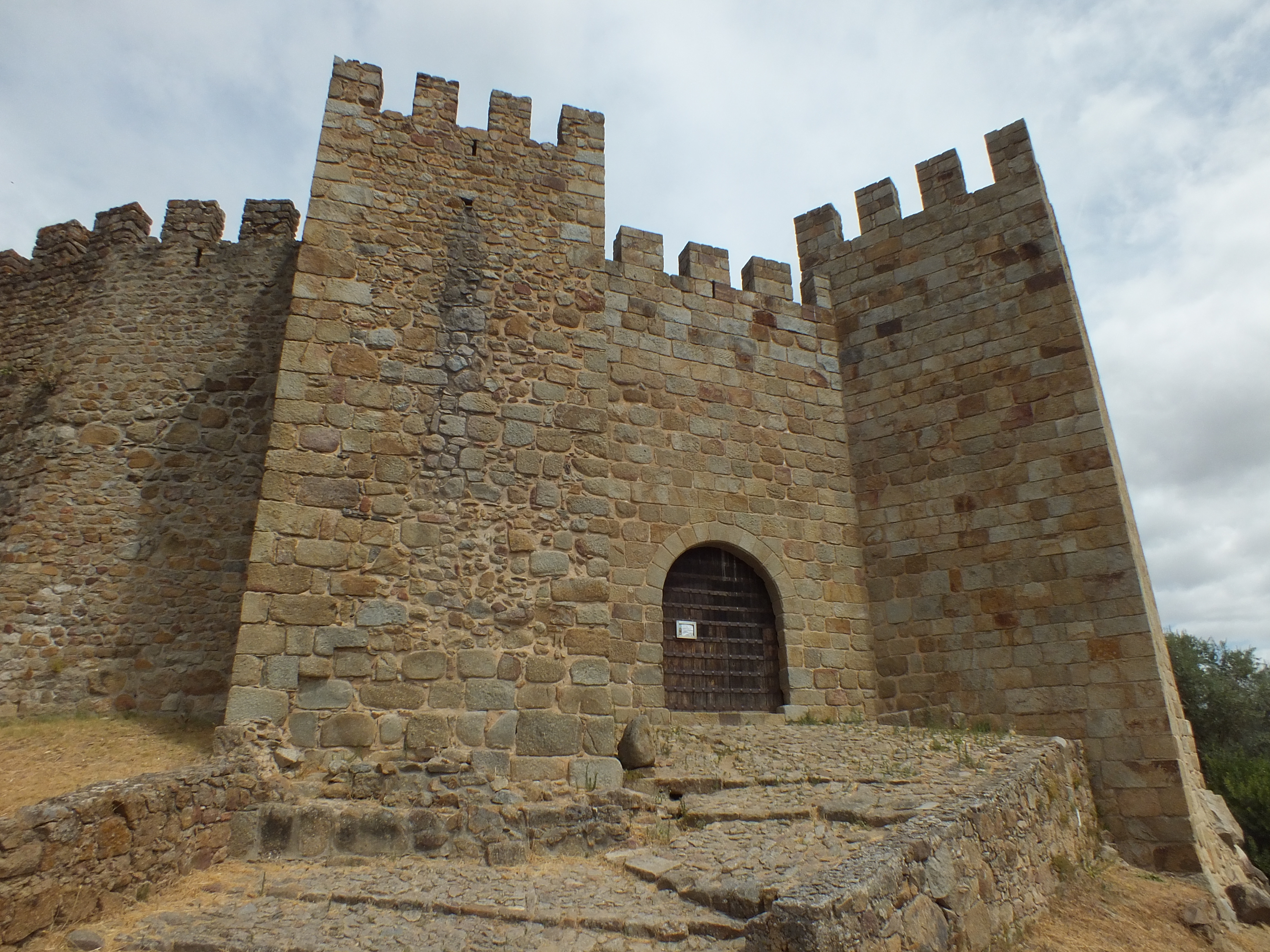